# NGC 5607
NGC 5607 is een spiraalvormig sterrenstelsel in het sterrenbeeld Kleine Beer. Het hemelobject werd op 16 maart 1785 ontdekt door de Duits-Britse astronoom William Herschel.

## Synoniemen
- IC 1005
- MK 286
- UGC 9189
- 7ZW 547
- MCG 12-41-1
- IRAS 14188+7148
- ZWG 337.7
- PGC 51182